# 옥탸브리스코예 폴레역
옥탸브리스코예 폴레 역(러시아어: Октябрьское Поле)은 모스크바 지하철 타간스코 크라스노프레스넨스카야 선의 역이다. 이 역은 소련 시절 10월 들판으로 알려진 인근 지역인 호딘카 들판에서 유래하였다.

## 역사
옥탸브리스코예 폴레 역은 1972년 12월 30일에 개장하였다.

## 구조
니나 알료시나 L. 자이체바가 디자인한 이 역은 전형적인 기둥 트리스판 "노바야 소로코노즈카" 디자인을 특징으로 하고 있으며, 폴리곤 알루미늄 코팅 기둥과 벽에는 양극화된 알루미늄 아트(예술가 보디크와 라이신)로 장식된 밝은 회색 대리석이 그려져 있다. 바닥은 검은 화강암에 내주는 기둥 주변 지역을 제외하고 하얀 대리석으로 코팅되어 있다.

## 환승
옥탸브리스코예 폴레 역에서는 모스크바 중앙 순환선의 판필롭스카야 역으로 간접 환승이 가능하다.

## 이용객
옥탸브리스코예 폴레 역의 1일 평균 이용객은 75,910명이다.

## 같이 보기
- (러시아어) metro.ru